# エリッキ・ラーッパナ
エリッキ・ラーッパナ(フィンランド語: Erkki Johannes Raappana)は、第二次世界大戦時のフィンランド軍第14師団の司令官。最終的な階級は少将。
1893年6月2日にフィンランドオウルヨキに生まれる。第一次世界大戦時にはドイツへ行っており王立山岳猟兵部隊に参加、フィンランド内戦時には尉官となり軽騎兵連隊に参加しており、その後機関銃中隊隊長を経て、1926年に陸軍士官学校の将官試験に合格した。
彼の良く知られる業績としては、継続戦争の際自らの名がつけられたフィンランド軍の支隊を率いて、フィンランド東部の北カレリア地方イロマンツィにおいてソ連軍の進出を止めたイロマンツィの戦いがある。この戦闘は1944年7月26日から8月13日まで続き、フィンランドの大勝利で終わった。ソ連軍の最後の本格的攻勢であり、侵出してきた2個師団のソ連軍を完全に敗走させ、大きな損害を得させた上に、残った多くのソビエト軍兵器を鹵獲。戦争の終盤でソ連軍を敗走させたことでソ連の対フィンランド政策を軟化させた。
ラーッパナ少将は特に森林戦での経験を積んでいた。彼はフィンランドで最高位の軍事賞であるマンネルヘイム十字賞を受賞している。
戦後の1962年9月14日、ヨエンスーで亡くなった。